# 스포츠 타임 베이스볼
스포타임 베이스볼은 SPOTV에서 방송되는 야구 전문 프로그램으로, KBO 리그 시즌에만 방송된다.
방송 당일에 열렸던 프로 야구 경기들의 하이라이트 등을 주로 방송하고 있으며, 2016년까지는 스카이 스포츠의 하이라이트 프로그램인 오늘의 야구를 KBO 하이라이트로 이름만 바꿔서 동시간대에 편성했으나, 2017년부터 이 프로그램이 신설되면서 두 방송사의 하이라이트 프로그램이 분리된다. 방송직후 타종목까지 다루는 자매 프로그램 스포츠 타임이 곧바로 이어서 방영된다.

## 역대 진행자
- 시즌1 ~ 시즌3 초중반 (2017.3.31 ~ 2019.8.11) : 김민수, 최두영,김명정
- 시즌3 중후반 (2019.8 13 ~ 2019.10.31) : 노윤주 (화수목금) - 최초 여성 진행자,주말을 맡고있던 이정현아나운서는 2019년 10월 11일부로 스포티비와 작별했다고 개인SNS에 밝혔다.
- 시즌6 (2022.4 2 ~) : 노윤주 - 시즌4와 시즌5는 스튜디오 진행이 없었다가 3시즌만에 다시 스튜디오 진행 부활

## 같이 보기
- 베이스볼 투나잇
- 베이스볼 S
- 야구중심
- 합의판정
- 먼데이 나잇 베이스볼
- 아이 러브 베이스볼
- 베이스볼 워너a